# Kiềm Tây Nam
Châu tự trị dân tộc Bố Y và dân tộc Miêu Kiềm Tây Nam (tiếng Trung: 黔西南布依族苗族自治州, bính âm: Qiánxīnán Bùyīzú Miáozú Zìzhìzhōu, Hán-Việt: Kiềm Tây Nam Bố Y tộc Miêu tộc Tự trị châu) là một châu tự trị tại tỉnh Quý Châu, Cộng hòa Nhân dân Trung Hoa.

## Hành chính

### Huyện cấp thị
- Thành phố cấp huyện Hưng Nghĩa (兴义市, Xīngyì Shì)
- Thành phố cấp huyện Hưng Nhân (兴仁市, Xīngrén Shì)

### Huyện
- Huyện Phổ An (普安县, Pǔ'ān Xiàn)
- Huyện Tình Long (晴隆县, Qínglóng Xiàn)
- Huyện Trinh Phong (贞丰县, Zhēnfēng Xiàn)
- Huyện Vọng Mô (望谟县, Wàngmó Xiàn)
- Huyện Sách Hanh (册亨县, Cèhēng Xiàn)
- Huyện An Long (安龙县, Ānlóng Xiàn)